# Herbert Wehnert
Herbert Wehnert (* 28. April 1947 in Wiesbaden) ist ein deutscher Handballtrainer und ehemaliger Handballspieler.

## Karriere
Herbert Wehnert spielte zunächst bei der TG Schierstein. Später lief er für den Handball-Bundesligisten SG Dietzenbach auf. Er gehörte zum Kader der deutschen Nationalmannschaft, mit der er an den Weltmeisterschaften 1970 und 1974 teilnahm, sowie an den Olympischen Sommerspielen 1972 in München, wo er in fünf Spielen zwölf Tore erzielte.
Seit 2012 ist Wehnert Trainer des Bezirksligisten HSG Eppertshausen/Münster.